# Joana de Áustria, Grã-Duquesa da Toscana
Joana de Habsburgo (Praga, 24 de janeiro de 1547 – Florença, 11 de abril de 1578), foi arquiduquesa de Áustria por nascimento e grã-duquesa da Toscana por casamento. Era a mais nova dos quinze filhos do imperador Fernando I e de Ana da Boêmia e Hungria, sendo a irmã mais nova do futuro imperador Maximiliano II. Uma de suas filhas foi a famosa Maria de Médici, rainha consorte da França.

## Nascimento
Joana nasceu em Praga, no dia 24 de janeiro de 1547. Praticamente não conheceu sua mãe, pois esta morreu três dias ápos seu nascimento.

## Casamento
Em 15 de dezembro de 1565 se casou com o grão-duque Francisco I de Médici (1541 – 1587), da Casa dos Médici, em Florença, depois que ela chegou solenemente na cidade pela Porta al Prato. Giorgio Vasari e Vincenzo Borghini, com a ajuda de Giovanni Caccini fizeram uma grande festa para estes eventos.
No entanto, Joana tinha saudades de casa e sentia-se infeliz. Ignorada pelo marido, e desprezada pelos florentinos por sua altivez austríaca, ela nunca se sentiu em casa em Florença.
Seu sogro, Cosme I de Médici, decorou o pátio do Palazzo Vecchio especialmente para ela.

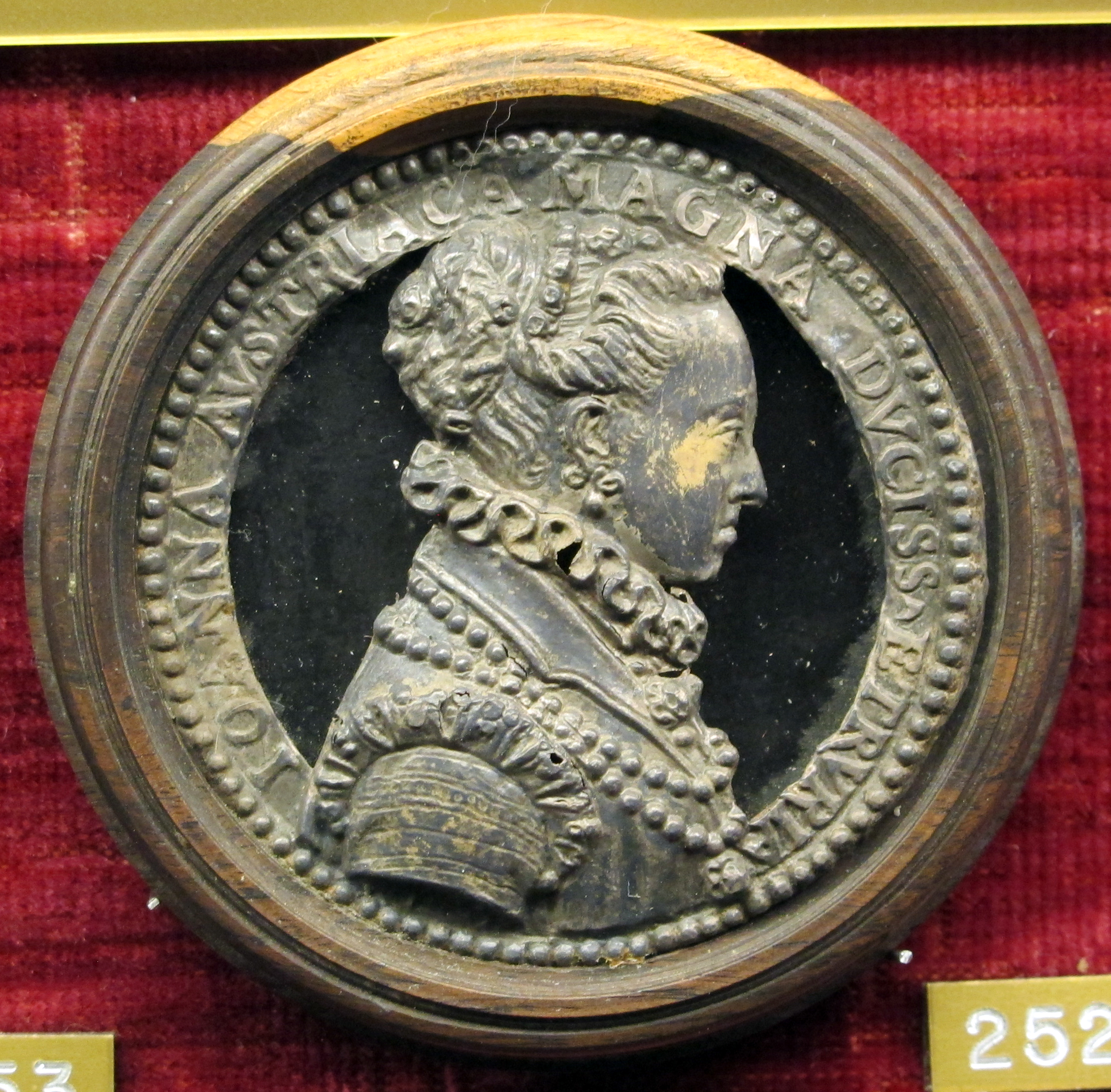
Medalha de 1526 da Grã-Duquesa.

A posição de Joana na corte de Florença foi durante a maior parte de seu casamento, difícil: entre 1566 e 1575, ela deu à luz seis filhas, das quais apenas três sobreviveram à infância. A ausência de um herdeiro para continuar a dinastia foi a causa do constante conflito com o marido, que preferia a companhia e o amor de sua amante Bianca Capello, que deu à luz um filho, Antonio, em 1576 .
Finalmente, em 1577, Joana deu à luz o tão esperado herdeiro, Filipe (Filippo) batizado em homenagem ao Rei Filipe II de Espanha, primo de Joana. O nascimento foi comemorado com muita alegria por toda a corte, porque estava assegurada a sucessão do Grão-Ducado, e eliminou todas as esperanças de Bianca Capello ver seu filho Antonio como herdeiro da Toscana.

## Morte
Em 10 de Abril de 1578, Joana - grávida de seu oitavo filho - caiu da escada no Palácio Grão-ducal, em Florença. Algumas horas depois, ela deu à luz um filho, que, nascido prematuramente, morreu imediatamente. Ela morreu no dia seguinte, em 11 de abril. Francisco posteriormente se casou com sua amante, Bianca Cappello.
As circunstâncias misteriosas em torno deste acidente, levantaram boatos de que seu marido e a amante deste assassinaram Joana, para que eles pudessem se casar.

## Filhos
De seu casamento com Francisco I de Médici, tiveram os seguintes filhos:
- Leonor de Médici (28 de fevereiro de 1567 − 9 de setembro de 1611), casou-se em 1584 com seu primo Vicente I Gonzaga, Duque de Mântua, com descendência;
- Romola de Médici (20 de novembro de 1568 - 2 de dezembro de 1568), morreu na infância;
- Ana de Médici (31 de dezembro de 1569 − 19 de fevereiro de 1584), morreu solteira aos 14 anos de idade;
- Isabel de Médici (30 de setembro de 1571 − 8 de agosto de 1572), morreu na infância;
- Lucrécia de Médici (7 de novembro de 1572 − 14 de agosto de 1574), morreu na infância;
- Maria de Médici (26 de abril de 1575 − 3 de julho de 1642), casou-se em 1600 com Henrique IV de França, com descendência;
- Filipe de Médici (20 de maio de 1577 − 29 de março de 1582), Grão-Príncipe da Toscana, morreu na infância.
- Filho natimorto (10 de abril de 1578)